# Palazzo del Parlamento (Budapest)
Il Palazzo del Parlamento ungherese (in ungherese Országház) è un complesso storico di Budapest, simbolo della città. Si tratta di una delle mete turistiche più famose della città e vero e proprio simbolo dell'Ungheria. Si trova sulla sponda del Danubio dalla parte di Pest ed è la sede dell'Assemblea nazionale ungherese.

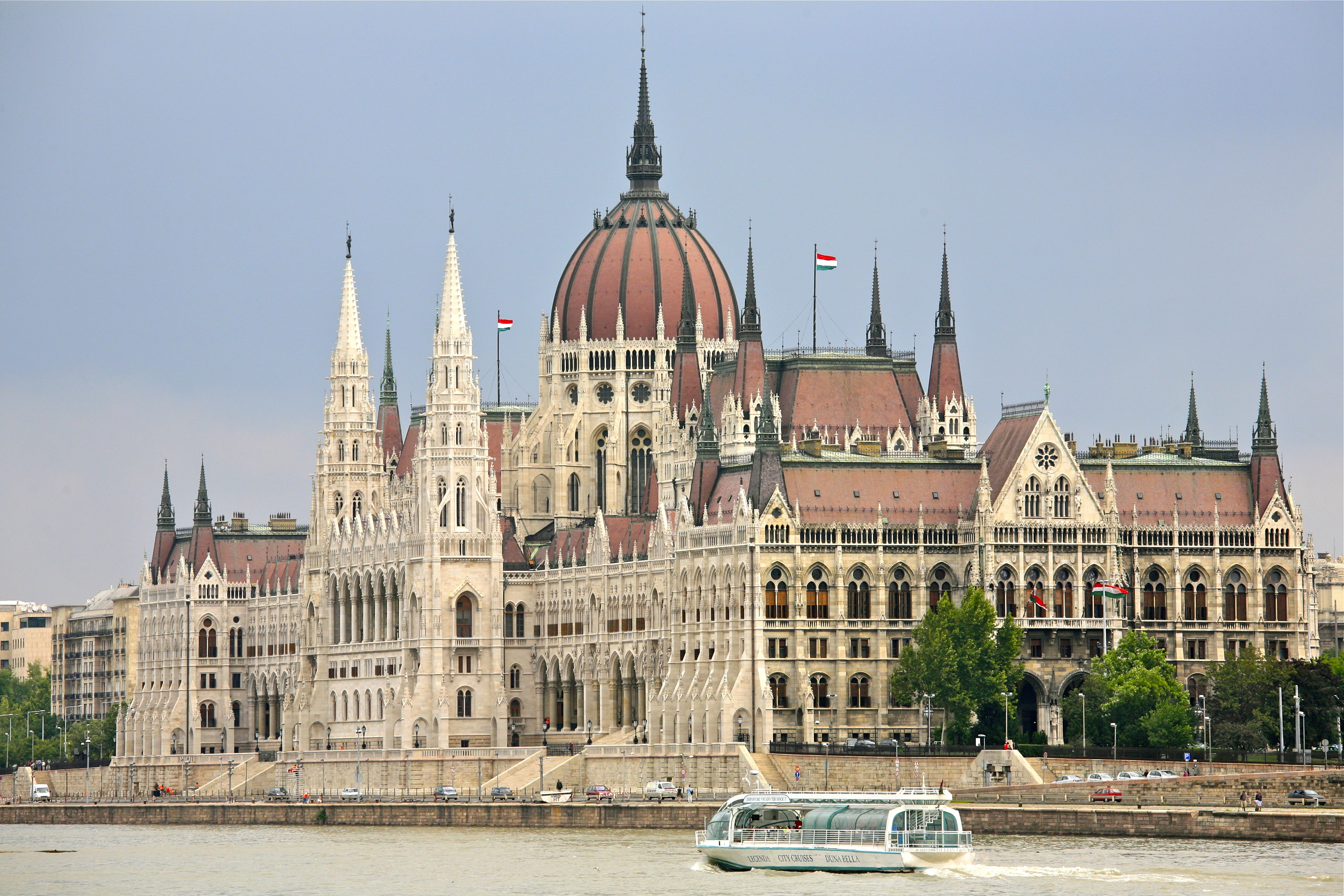
Una veduta del palazzo dal Danubio

## Storia
L'Országház fu concepito nell'Ottocento per sottolineare, con un palazzo fastoso e rappresentativo, l'indipendenza finalmente raggiunta degli ungheresi all'interno dell'impero austro-ungarico: precedentemente, i magiari si erano in parte staccati dall'Austria per formare la cosiddetta Transleitania, la metà ungherese dell'enorme impero asburgico (si tratta della divisione detta Ausgleich). Nel frattempo, nel 1873, le tre città di Óbuda, Buda e Pest venivano riunite in un'unica, grande e nuova capitale a cui dare una nuova impronta urbanistica.
Tra il 1885 ed il 1904 venne quindi eretto il prestigioso edificio, seguendo i piani dell'architetto ungherese Imre Steindl (1839-1902) che, con la sua soluzione neogotica, si era imposto alla concorrenza che aveva presentato progetti in diversi stili.
A nord e a sud della cupola vennero sistemate le due parti dell'edificio che ospitavano le altrettante Camere in cui si sarebbero riuniti i due rami del Parlamento fino al 1944. In seguito l'Ungheria abbandonò il sistema del bicameralismo: quindi, attualmente si riunisce in questo palazzo una sola camera, l'Assemblea nazionale.
L'edificio è anche sede di un'importante biblioteca, del capo del Governo e del Presidente della Repubblica.

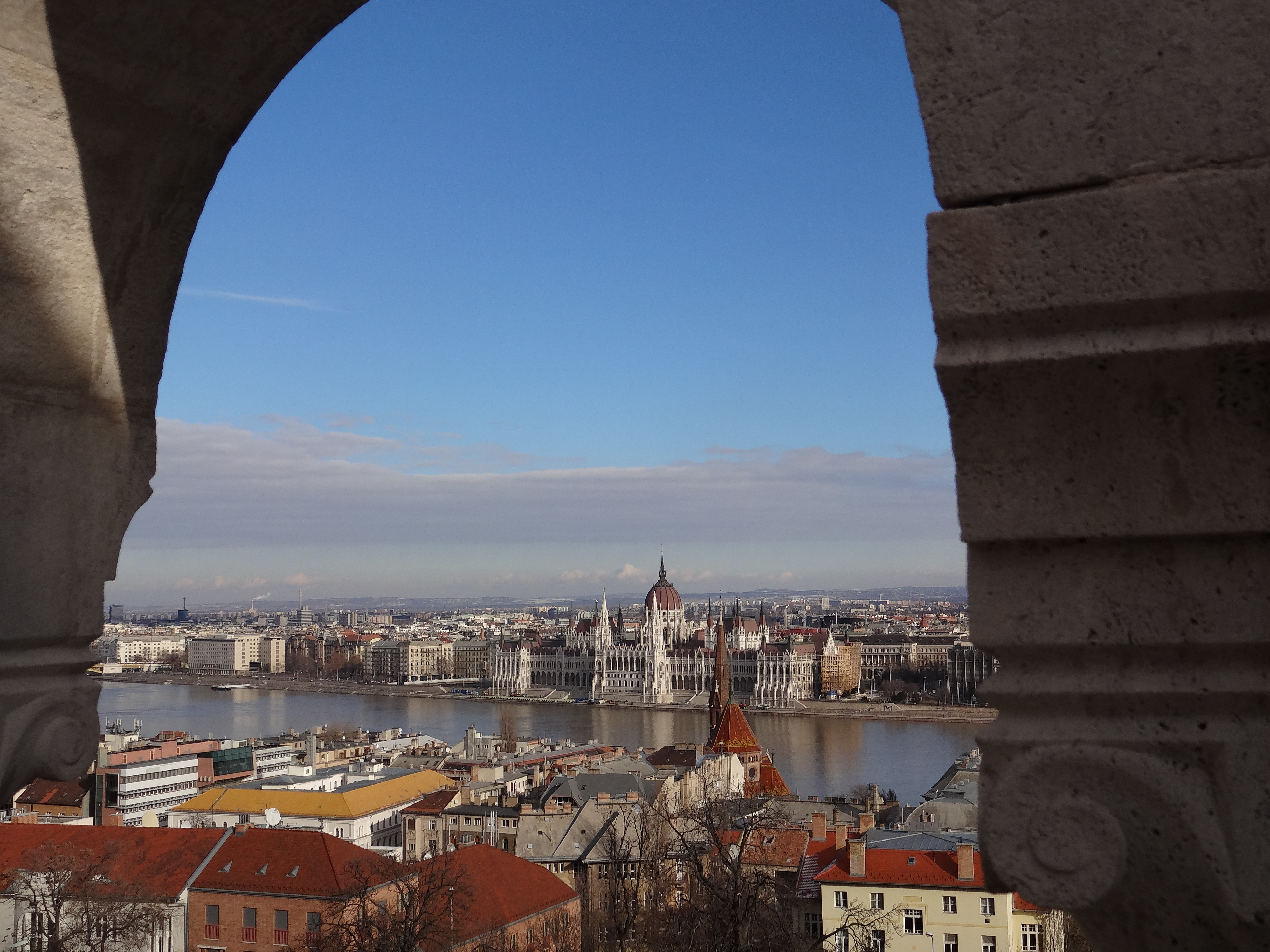
Il Parlamento di Budapest visto dal Bastione dei Pescatori

## Descrizione
Come il palazzo di Westminster, il Parlamento di Londra, fu costruito secondo i canoni dell'architettura neogotica assai in voga in quel periodo e si distingue per l'enorme sviluppo orizzontale: raggiunge i 268 metri di lunghezza ed i 123 di larghezza. I 96 metri d'altezza dell'edificio rispettano una sorta di equilibrio tra il mondo civile e religioso nella città, infatti: anche la Basilica di Santo Stefano raggiunge i 96 metri.
Il parlamento dispone di una decina di cortili e di una trentina di ingressi. Questa pianta estremamente elaborata è un'espressione dell'architettura neobarocca. Infatti il palazzo non si limita a citare l'arte gotica ma è una sintesi di stili eclettica.
Si verifica tra l'altro un incontro tra modelli del gotico mitteleuropeo e modelli italiani grazie alla notevole cupola centrale, che grazie all'utilizzo del ferro è una delle più grandi nel suo genere e che senza dubbio è uno degli elementi di maggior particolarità del palazzo. Questa cupola si distingue per una sua caratteristica pianta ad esadecagono. La sua struttura riprende essenzialmente quella della cupola a base ottagonale della chiesa gotica di Santa Maria del Fiore, raddoppiandone il numero di lati, e dotandola di un tocco di slancio e di bizzarra eleganza grazie a decine di guglie e all'uso di archi rampanti, che sorreggono un tamburo decisamente prolungato in altezza. Durante il periodo del comunismo, fino al 1990, la guglia più alta era sormontata da una stella rossa.

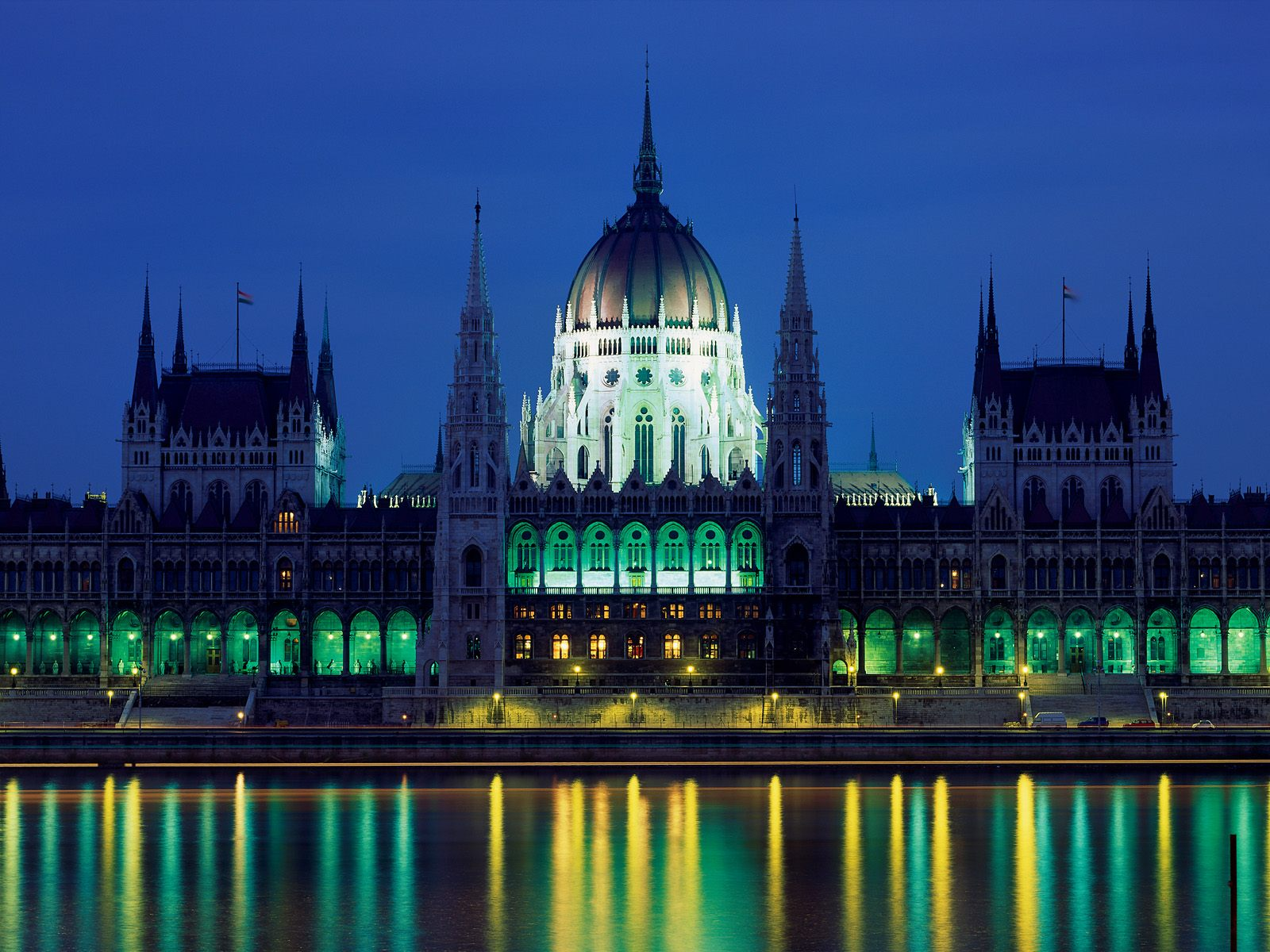
A destra e a sinistra nella foto, le due ali dell'edificio che ospitavano le rispettive Camere del Parlamento ungherese.

La struttura a sedici lati della cupola si ripete anche nella forma della sala centrale situata immediatamente sotto; questo vano, forse il più famoso dell'edificio, ha soltanto scopi rappresentativi.
Le due ali dell'edificio in cui si riunivano le Camere sono i blocchi a pianta quadrangolare con quattro torricelle angolari ciascuno: insieme alle due torri neogotiche che incorniciano la facciata principale sono tra i maggiori elementi di spicco.